# 兵庫県道551号国分寺白浜線
兵庫県道551号国分寺白浜線（ひょうごけんどう551ごう こくぶんじしらはません）は、兵庫県姫路市を通る一般県道である。

## 概要
姫路市御国野町国分寺から姫路市白浜町宇佐崎中2丁目に至る。

### 路線データ
- 起点：姫路市御国野町国分寺（御国野交差点、国道2号・兵庫県道397号花田御着停車場線交点、国道312号上）
- 終点：姫路市白浜町宇佐崎中2丁目（国道250号交点[注釈 1]）
- 総延長：1.922 km

## 路線状況

### 重複区間
- 国道312号（姫路市御国野町国分寺・御国野交差点（起点） - 姫路市継・姫路東ランプ交差点）

### 道路施設

#### 橋梁
- 継橋（八家川、姫路市、国道312号重複区間内）

## 地理

### 通過する自治体
- 姫路市

### 交差する道路
| 交差する道路                                                 | 交差する場所        | 交差する場所                    |
| ------------------------------------------------------------ | ------------------- | ------------------------------- |
| 国道2号 国道312号 重複区間起点 兵庫県道397号花田御着停車場線 | 御国野町国分寺      | 御国野交差点 / 起点             |
| 国道2号 / 姫路バイパス 国道312号 重複区間終点                | 継（）              | 姫路東ランプ交差点 姫路東ランプ |
| 兵庫県道552号北原八家線                                      | 継                  | 継交差点                        |
| 国道250号                                                    | 白浜町宇佐崎中2丁目 | 終点                            |

### 交差する鉄道
- 山陽本線
- 山陽新幹線
- 山陽電気鉄道本線

### 沿線
- JR西日本山陽本線 御着駅
- 姫路市立糸引小学校